# Eupeodes parvus
Eupeodes parvus är en tvåvingeart som beskrevs av He 1990. Eupeodes parvus ingår i släktet fältblomflugor, och familjen blomflugor. Inga underarter finns listade i Catalogue of Life.